# Flavin (Aveyron)
Flavin település Franciaországban, Aveyron megyében. Lakosainak száma 2376 fő (2022. január 1.). Flavin Calmont, Comps-la-Grand-Ville, Luc-la-Primaube, Le Monastère, Olemps, Pont-de-Salars, Sainte-Radegonde, Trémouilles és Le Vibal községekkel határos.

## Népesség
A település népessége az elmúlt években az alábbi módon változott:
| Lakosok száma | 1118 | 1626 | 1827 | 2131 | 2307 | 2308 | 2322 | 2359 | 2365 | 2376 |
|               | 1968 | 1982 | 1990 | 2006 | 2013 | 2015 | 2017 | 2019 | 2020 | 2022 |